# Callicore atacama
Callicore atacama é uma borboleta neotropical da família Nymphalidae que se distribui da Costa Rica, Panamá, Colômbia, Venezuela, Equador, Peru e Bolívia. Foi catalogada como Catagramma atacama em 1851 por William Chapman Hewitson. Apresenta, vista por baixo, asas posteriores com coloração predominantemente amarela, porém com um padrão um pouco diferente das outras espécies de Callicore; sem formar um desenho de 08/80 (quando o inseto está voltado para a esquerda ou direita). O padrão geral é de cinco listras (subespécies atacama, manova e  folschveilleri) ou uma faixa central de coloração negra (similar a Callicore felderi), contendo sete pontuações de coloração azulada em sua extensão (subespécie faustina, descrita por Henry Walter Bates). Não possui muitos contornos em azul claro na borda das asas anteriores e posteriores. Em vista superior, a espécie apresenta um padrão muito similar de coloração negra, com asas posteriores contendo mancha azul metálica e asas anteriores contendo a mesma tonalidade em sua base e uma mancha circular amarelada ou alaranjada. A lagarta se alimenta de plantas Sapindaceae do gênero Allophylus.

## Subespécies
Callicore atacama possui quatro subespécies:
- Callicore atacama atacama - Descrita por Hewitson em 1851, de exemplar proveniente do Equador (também encontrada na Colômbia, Bolívia e Peru).[9][7]
- Callicore atacama faustina - Descrita por Bates em 1866, de exemplar proveniente do Panamá (também encontrada na Costa Rica).[8]
- Callicore atacama manova - Descrita por Fruhstorfer em 1916, de exemplar proveniente da Colômbia (também encontrada na Costa Rica, Panamá, Equador e Venezuela).
- Callicore atacama folschveilleri - Descrita por Attal em 2008, de exemplar proveniente da Costa Rica.